# بخش بهیلوارا
بخش بهیلوارا (به انگلیسی: Bhilwara district) یک منطقهٔ مسکونی در هند است که در Ajmer division واقع شده‌است. بخش بهیلوارا ۱۰٬۴۵۵ کیلومتر مربع مساحت و ۲٬۴۰۸٬۵۲۳ نفر جمعیت دارد.